# David Zurutuza
David Zurutuza Veillet (* 19. července 1986, Rochefort, Francie) je francouzsko-španělský fotbalový záložník baskického původu, který hraje v klubu Real Sociedad.

## Klubová kariéra
Odchovanec baskického klubu Real Sociedad, kde mimo mládežnických týmů hrál i za rezervu a později za A-tým.
V sezóně 2007/08 hostoval v klubu SD Eibar z nižší španělské ligy.